# Стог (Восточные Карпаты)
Стог — вершина в Мармарошском массиве (Восточные Карпаты), на стыке Черногоры, Гуцульских Альп и Чивчин. Расположена на границе Закарпатской и Ивано-Франковской областей, юго-восточнее села Луги (Раховский район) и юго-западнее села Зелёное (Верховинский район).
Южные склоны горы расположены в пределах Румынии.
Высота — 1653 м., привершинные склоны сглажены, покрытые травянистой и кустарниковой растительностью, местами имеются заросли криволесье и можжевельника сибирского. Некоторые виды (рододендрон восточнокарпатский, сон белый) занесены в Красную книгу Украины.
К северу от Стога тянется хребет с вершинами Щавник (1378 м) и Выход (1471 м), через которые можно выйти к горе Поп Иван Черногорский (2028 м). Юго-восточнее горы простираются Чивчинские горы, на запад — Гуцульские Альпы (Раховские горы).
До Второй мировой войны на горе Стог сходились границы трех государств, поэтому её южные склоны принадлежали Румынии, северо-западные — Чехословакии, а северо-восточные — Польши. Сейчас по горе проходит граница между Украиной и Румынией.